# 加東市立滝野南小学校
加東市立滝野南小学校（かとうしりつたきのみなみしょうがっこう）は、兵庫県加東市高岡にある公立の小学校である。

## 沿革
- 1872年 - 青効小学校創立
- 1891年 - 青効尋常小学校に校名変更
- 1893年 - 高岡尋常小学校に校名変更
- 1949年 - 滝野町加茂村学校組合滝野小学校として発足
- 1954年 - 滝野町立滝野小学校に校名変更
- 1966年 - 滝野町立滝野南小学校に校名変更
- 2006年 - 加東市立滝野南小学校と校名変更

## 通学区域が隣接している学校
- 加東市立滝野東小学校
- 加東市立社学園小中学校
- 小野市立河合小学校
- 加西市立九会小学校
- 加西市立富合小学校
- 加西市立宇仁小学校